# هالماجيل
هالماجيل هي قرية تقع في إقليم أراد في رومانيا. تبعد عن أراد 140 كم.

## السكان
حسب إحصائيات 2002 بلغ عدد سكان القرية 1,656 نسمة.